# Sparre över blad

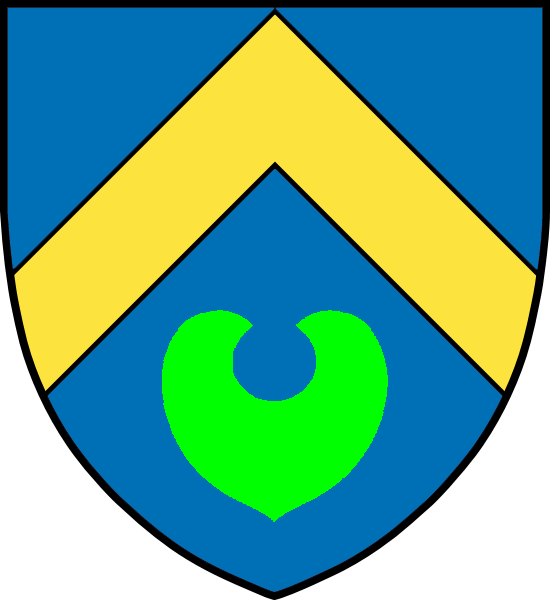
Heraldisk sparre över blad.

sparre över blad kallas de märken på vapensköldar som förts av flera svenska adelsätter. Vanligen avses de personer som benämnes med (sparre över blad), medlemmar av någon av adelsätter på svenska riddarhuset, som Forstenasläkten, Ulfsparre af Broxvik, Gyllensparre, Hjortösläkten (Ulfsparre 112) och Ulffana samt, med viss förändring av sparrens högra stöd, vilken hos dem har fördubblats, hos Bagge af Berga och Bagge af Söderby.
Jämför man dessa sköldemärken och ser bort från deras nuvarande färger och senare tillkomna hjälmprydnader, är likheten dem emellan påtaglig, och då alla dessa ätters första upprinnelse såsom frälse är mer eller mindre höljd i dunkel, kan det vara möjligt att vapensköldarnas likhet har sin grund i gemensamt ursprung i äldre frälseätter under medeltiden, vilka utslocknade innan Introducerad adel grundades i och med bildandet av Sveriges Riddarhus.
Av de skilda medeltida ätter eller ättegrenar, som fört det ovan nämnda vapnet, men idag är utdöda, framträder en av de äldsta med Johan Eskilsson och hans bror Tyke Eskilsson under 1300-talet, och vars efterkommande ättlingar kallas Eskilssönernas ätt.
En gren av den danska ätten Domasse utgörs av den så kallade Lindormsätten, vilken har fått sitt nutida namn efter Bengt Lindormsson som med sitt sigill med en sparre över ett skaftat blad, beseglade ett dokument 1344. Även tidigare, 1336 använde Peter Lindormsson ett sigill med samma vapen.
Nära släkt med Lindormsönerna räknas Abjörnssönerna, ättlingar till en Abjörn Nockesson vilka idag kallas Abjörnssönernas ätt och anses vara möjlig föregångare till adelsätten Gyllensparre och Forstenasläkten.

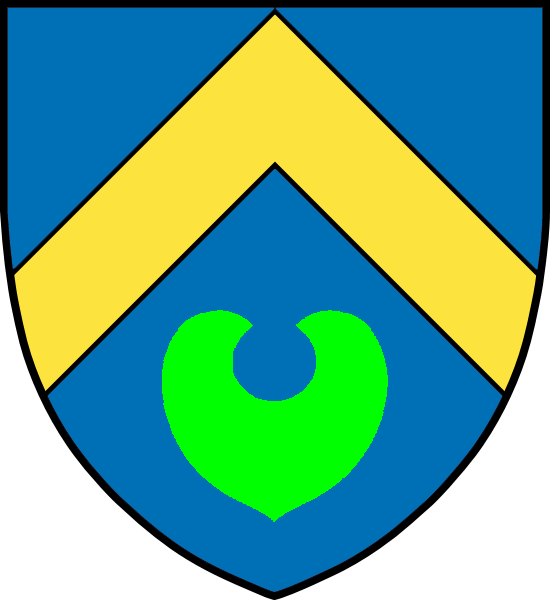
Eskilssönernas ätt
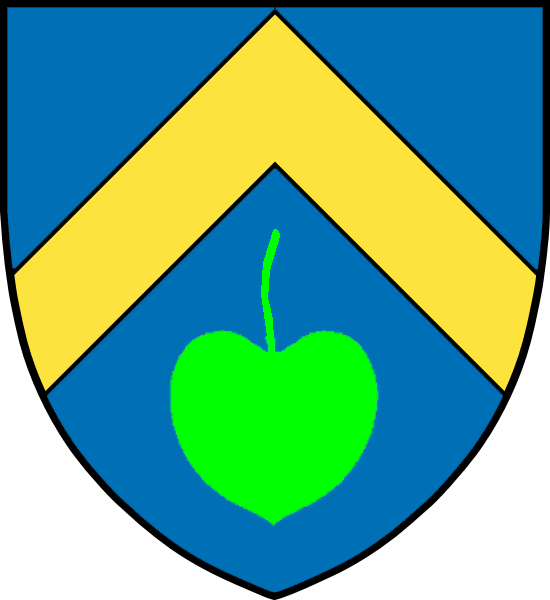
Forstenasläkten
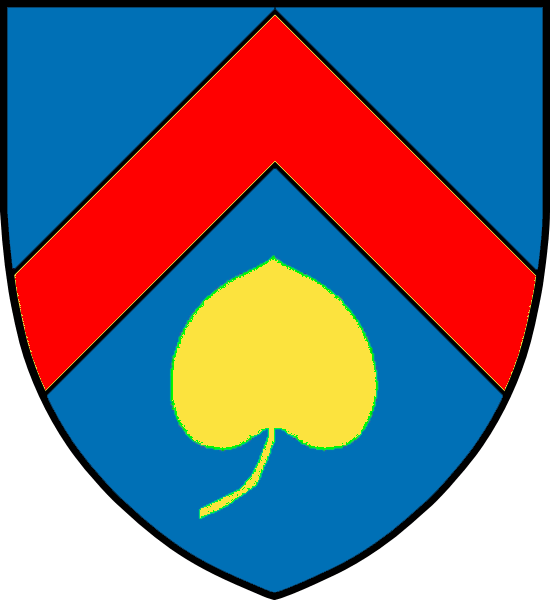
Ätten Ulfsparre
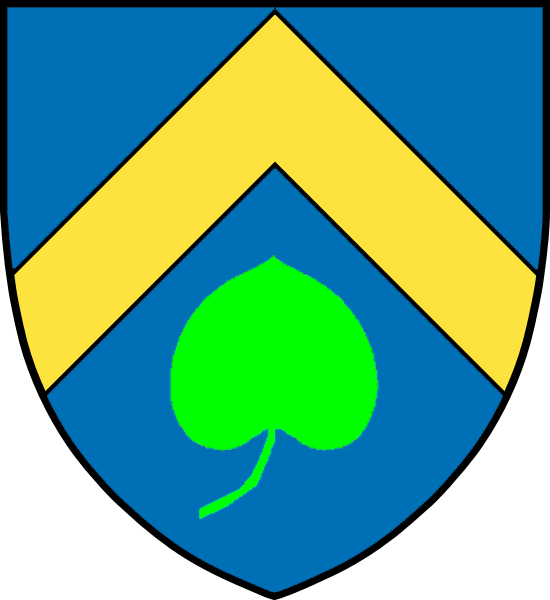
Ätten Gyllensparre
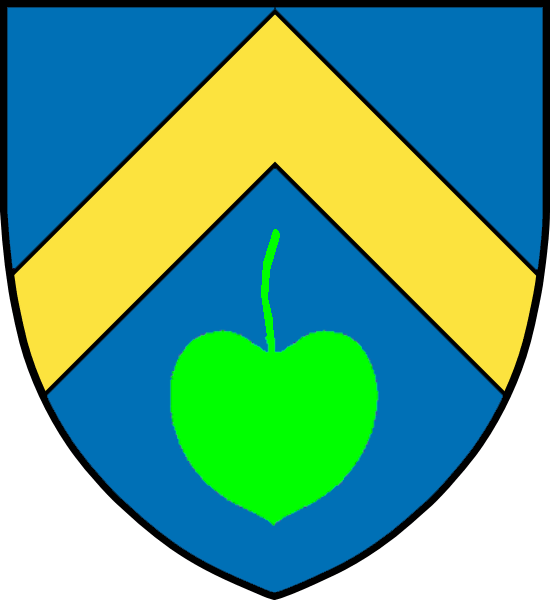
Ätten Ulffana

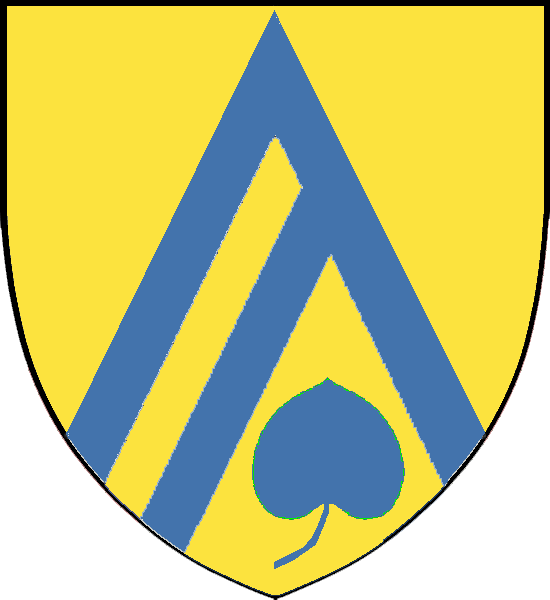
Ätten Bagge af Berga
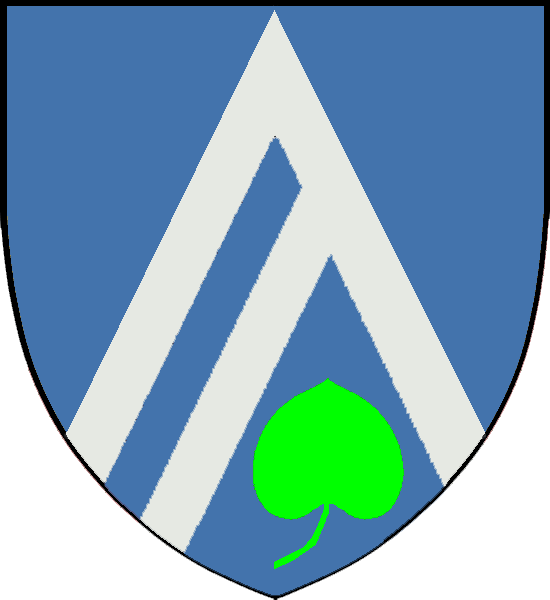
Ätten Bagge af Söderby

## Källa
- Svenska släkter med sparren öfver ett blad till sköldemärke , Nils Gabriel Djurklou, Historisk tidskrift, 1891 i Projekt Runeberg